# WASP-46
WASP-46 — звезда, которая находится в созвездии Индеец на расстоянии приблизительно 1167 световых лет от нас. Вокруг звезды обращается, как минимум, одна планета.

## Характеристики
WASP-46 представляет собой относительно молодой — около 1,4 миллиарда лет — жёлтый карлик с массой и радиусом, практически равными солнечным. Звезда имеет фотосферную и хромосферную активность. Температура поверхности составляет около 5600 кельвинов.

## Планетная система
В 2011 году группой астрономов, работающих в рамках программы SuperWASP, было объявлено об открытии планеты WASP-46 b в системе. Это горячий юпитер, обращающийся на расстоянии 0,024 а.е. от родительской звезды. Открытие планеты было совершено транзитным методом.